# Жмайель, Габриэль
Габриэль Жмайель (араб. غبريال الجميّل‎‎; 24 марта 1907, Бикфайя — 19 ноября 1987, Эль-Джудейда) — ливанский спортивный деятель, один из пионеров организованного спорта в Ливане, первый представитель страны в Международном олимпийском комитете (с 1952), основатель и президент Ливанского олимпийского комитета (с 1948), президент Международного комитета Средиземноморских игр и Международного арабского спортивного комитета, инициатор участия женщин в Средиземноморских играх, многолетний вице-президент Ливанской федерации многоборья и Высшего спортивного комитета Ливана, директор Панарабских игр (1957) и Средиземноморских игр в Бейруте (1959) Был членом Исполнительного совета МОК и ряда его ключевых комиссий: Комиссии по олимпийской солидарности, Комиссии по пересмотру правил и других; за годы работы принял участие в 32 из 45 сессий МОК. Родной брат Пьера Жмайеля, основателя партии «Катаиб». Его племянники, Башир и Амин, известны как президенты Ливана.

## Биография

### Ранние годы и образование
Габриэль Жмайель родился 24 марта 1907 года в городе Бикфайя, в предвоенные годы в Османской империи. Уже после войны он получил высшее образование на фармацевтическом факультете Университета Святого Иосифа в Бейруте. Начиная ещё со студенческих лет он проявлял активный интерес к спорту, рассматривая его как жизненное призвание — наравне с религией или политикой. Он занимался плаванием, греблей, стрельбой и верховой ездой, придавая слову «спорт» широчайшее значение.

### Начало спортивной карьеры
Во время обучения в университете Жмайель стал капитаном футбольной команды и привёл её к трём чемпионским титулам в период с 1925 по 1927 год. В конце 1920-х годов Жмайель начал активно вовлекаться в организацию спортивных клубов и молодёжных секций в христианских районах горного Ливана. Он считал спорт средством национального возрождения и воспитания, а потому уделял внимание не только соревнованиям, но и культурному, моральному и дисциплинарному аспектам физической культуры. Позднее он занял пост президента Ливанской футбольной федерации, впервые в 1942–1943 годах, а затем вновь в 1950-х. В этот период он также пытался внедрить в спортивную практику Ливана элементы, почерпнутые из европейских моделей спортивного администрирования — прежде всего французского. Он настаивал на стандартизации правил, подготовке судей и тренеров, а также на создании спортивных федераций по отдельным видам спорта. Его активная работа в спортивном администрировании продолжилась уже на национальном уровне: он стал вице-президентом Высшего спортивного комитета Ливана и вице-президентом Ливанской многопрофильной спортивной федерации.

### Развитие олимпийского движения в Ливане
Осознание необходимости официального представительства Ливана в международных спортивных структурах пришло к Жмайелю ещё в 1930-х годах, однако из-за французского мандата его инициативы долгое время не получали поддержки. Только после обретения независимости в 1943 году он смог приступить к формальной работе по учреждению национального олимпийского комитета. Наконец, в 1947 году Габриэль Жмайель основал Ливанский олимпийский комитет и бессменно занимал пост его президента до своей смерти в 1987 году. В первые годы существования комитета он фактически выполнял все функции — от внешнеполитических переговоров до подбора экипировки спортсменам. Его лидерство помогло закрепить участие Ливана в Олимпийских играх, начиная с Лондона-1948. В 1952 году он был кооптирован в Международный олимпийский комитет (МОК), став первым представителем Ливана в этой организации. С 1965 по 1970 год он входил в Исполнительный совет МОК, а также участвовал в работе нескольких комиссий МОК: Комиссии по олимпийской помощи (1961–1963), Комиссии по координации и взаимодействию МОК и НОК (1965–1966), Смешанной комиссии II (1968–1971), Комиссии по олимпийской солидарности (1973–1975), Комиссии по наградам МОК (1973–1975) и Комиссии по пересмотру правил (1973–1976). За время своего членства в МОК он присутствовал на 32 из 45 официальных сессий организации.

### Международная спортивная деятельность
Жмайель сыграл главную роль в организации Панарабских игр в Бейруте в 1957 году и Средиземноморских игр в том же городе в 1959 году. Он возглавлял Оргкомитет этих мероприятий. Во время III Средиземноморских игр в Бейруте в 1959 году Жмайель выступил с инициативой создания Международного комитета Средиземноморских игр. Официально комитет был учреждён 28 августа 1960 года, и Жмайель стал его первым президентом. Генеральным секретарём был назначен член МОК Иоаннис Кетсеас. Идея учреждения международного комитета Средиземноморских игр была частью его более широкой концепции «регионального олимпизма», в рамках которой он пытался укрепить взаимосвязи между странами Средиземноморья — не только на спортивной, но и на культурной основе, видя в этом противовес доминированию западных держав в глобальном спорте. Под руководством Жмайеля участие в играх принимало всё больше стран и спортсменов, а с 1967 года, начиная с Тунисской Олимпиады, в соревнования были включены женские дисциплины.
Помимо этого, он также занимал должности президента Международного арабского спортивного комитета, президента Международного комитета Средиземноморских игр, а также председателя Административного совета Спортивного города в Бейруте.
Кроме официальных постов, Жмайель оставался влиятельной неформальной фигурой в арабском и международном спортивном сообществе. Его часто приглашали в качестве консультанта и почётного гостя на региональные форумы, спортивные конгрессы и юбилейные мероприятия НОКов. В международной печати его называли «архитектором ближневосточного спорта».

### Наследие и смерть
Габриэль Жмайель скончался 19 ноября 1987 года в городе Эль-Джудейда в возрасте 80 лет. Его вклад в развитие спорта в Ливане и на международной арене считается одним из важнейших в истории ливанского олимпийского движения. Он оставил заметный след в структуре и организации региональных спортивных мероприятий и оказал значительное влияние на институциональное укрепление спорта в арабском мире и Средиземноморском регионе.

## Организационные роли
| Роль                        | Организация                       | Срок полномочий | НОК   | Как              |
| --------------------------- | --------------------------------- | --------------- | ----- | ---------------- |
| Президент                   | Ливанский олимпийский комитет     | 1947–1987       | Ливан | Габриэль Жмайель |
| Член                        | Международный олимпийский комитет | 1952–1987       | Ливан | Габриэль Жмайель |
| Член Исполнительного совета | Международный олимпийский комитет | 1965–1969       | Ливан | Габриэль Жмайель |

## Семья
Габриэль Жмайель происходил из влиятельной ливанской маронитской семьи Жмайелей, члены которой играли заметную роль в политической и общественной жизни Ливана на протяжении веков. Он был родным братом Пьера Жмайеля — основателя партии «Катаиб». Также Габриэль был дядей Башира Жмайеля, избранного президента Ливана, убитого сирийскими спецслужбами в 1982 году, и Амина Жмайеля, избранного вместо погибшего брата и занимавшего пост президента Ливана с 1982 по 1988 год. Габриэль — один из немногих в роду, не связанных вовсе с партией «Катаиб».